# Campionato francese di rugby a 15 1995-1996
Il Campionato francese di rugby a 15 1994-1995 è stato vinto per il terzo anno consecutivo dallo Stade toulousain che ha battuto in finale il CA Brive ottenendo così il suo tredicesimo titolo. Quarta finale persa per il Brive.

## Formula
Il gruppo "A1" è formato da 20 squadre divise in due poule.
Le prime 4 di ogni poule sono ammesse direttamente ai quarti di finale.
Le classificate dal 5 all'8 posto di ogni poule affrontano in un Barrage 8 squadre provenienti dal Gruppo A2. 
Le classificate dal 9 al 10° in ogni girone retrocedono: 
Ad esse si aggiunge la peggior 8° (RC Nice)

## Fase di qualificazione
| Pos | Équipe        | Points |
| --- | ------------- | ------ |
| 1   | Tolosa        | 43     |
| 2   | Grenoble      | 41     |
| 3   | Tolone        | 40     |
| 4   | Narbonne      | 38     |
| 5   | Agen          | 36     |
| 6   | Perpignan     | 36     |
| 7   | Nimes         | 34     |
| 8   | Nizza         | 33     |
| 9   | Bayonne       | 32     |
| 10  | Racing Parigi | 27     |

| Pos | Équipe           | Points |
| --- | ---------------- | ------ |
| 1   | Brive            | 42     |
| 2   | Bourgoin-Jallieu | 41     |
| 3   | Castres          | 38     |
| 4   | Bègles-Bordeaux  | 38     |
| 5   | Montferrand      | 38     |
| 6   | Pau              | 36     |
| 7   | Dax              | 36     |
| 8   | Colomiers        | 34     |
| 9   | Rumilly          | 33     |
| 10  | Montpellier      | 24     |

## Barrage
In grassetto le qualificate agli ottavi di finale.
| maggio ‘96 | Nizza     | - | ES Catalane | 9 - 12  |  |
| maggio ‘96 | Biarritz  | - | Montferrand | 3 - 40  |  |
| maggio ‘96 | Dax       | - | Lourdes     | 49 - 13 |  |
| maggio ‘96 | Beziers   | - | Perpignan   | 18 - 31 |  |
| maggio ‘96 | Auch      | - | Colomiers   | 9 - 24  |  |
| maggio ‘96 | Agen      | - | Digione     | 35 - 3  |  |
| maggio ‘96 | PUC       | - | Pau         | 28 - 54 |  |
| maggio ‘96 | Périgueux | - | Nîmes       | 18 - 15 |  |

## Ottavi di finale
| maggio ‘96 | Tolosa    | - | ES Catalane      | 27 - 16 |  |
| maggio ‘96 | Narbonne  | - | Montferrand      | 23 - 20 |  |
| maggio ‘96 | Dax       | - | Grenoble         | 28 - 14 |  |
| maggio ‘96 | Tolone    | - | Perpignan        | 16 - 15 |  |
| maggio ‘96 | Brive     | - | Colomiers        | 24 - 18 |  |
| maggio ‘96 | Agen      | - | Bègles-Bordeaux  | 25 - 18 |  |
| maggio ‘96 | Castres   | - | Pau              | 6 - 14  |  |
| maggio ‘96 | Périgueux | - | Bourgoin-Jallieu | 12 - 26 |  |

## Quarti di finale
(In grassetto le qualificate alle semifinali)
| maggio ‘96 | Tolosa | - | Narbonne         | 12 - 9  |  |
| maggio ‘96 | Dax    | - | Tolone           | 25 - 11 |  |
| maggio ‘96 | Brive  | - | Agen             | 13 - 12 |  |
| maggio ‘96 | Pau    | - | Bourgoin-Jallieu | 21 - 18 |  |

## Semifinali
(In grassetto le qualificate alla finale)
| maggio '96 | Tolosa | - | Dax | 36 - 23 |  |
| maggio '96 | Brive  | - | Pau | 23 - 21 |  |

## Finale
| Arbitro: | Patrick Thomas |

| |            | |
| mete: D.Berty c.p.: C.Deylaud, T.Castaignède 2 Drop: C.Deylaud 2, T.Castaignède | Marcatori  | mete: R.Paillat trasf.: S.Paillat c.p.: S.Paillat 2 |
| Titolari: Christian Califano, Patrick Soula, Claude Portolan, Hugues Miorin, Franck Belot, Didier Lacroix, Hervé Manent, Sylvain Dispagne, Jérôme Cazalbou, Christophe Deylaud, David Berty, Thomas Castaignède, Philippe Carbonneau, Émile N'Tamack, Stéphane Ougier Sostituti: Richard Castel, Èric Artiguste, Olivier Carbonneau | Formazioni | Titolari: Didier Casadeï, Vincent Moscato, Richard Crespy, Éric Alégret, Laurent Bonventre, Loïc Van Der Linden, Alain Carminati, Thierry Labrousse, Sébastien Bonnet, Alain Penaud, Christophe Lucquiaud, Jean-Marie Soubira, Romuald Paillat, Sébastien Carrat, Sébastien Paillat Sostituti: Didier Faugeron, François Duboisset, Yvan Manhes |